# Pahomie I al Constantinopolului
Pahomie I (în greacă Παχώμιος Α΄, transliterat: Pahomios 1; n. secolul al XV-lea – d. 1513, Silivri, Imperiul Otoman, Turcia) a fost un cleric ortodox grec care a îndeplinit funcția de patriarh ecumenic al Constantinopolului între anii 1503 și 1513, cu excepția unei scurte perioade din 1504.

## Biografie
Pahomie a fost mitropolit de Zihni înainte de alegerea sa ca patriarh al Constantinopolului. După destituirea patriarhului Ioachim I în 1502, domnul Țării Românești, Radu cel Mare, care s-a implicat destul de mult, la fel ca și predecesorii săi, în treburile Bisericii din Constantinopol, a susținut alegerea bătrânului Nifon al II-lea, dar acesta din urmă a refuzat să se mai întoarcă la Constantinopol. Radu cel Mare l-a sprijinit atunci pe mitropolitul Pahomie, care a fost ales patriarh la începutul anului 1503.:198 Prima sa perioadă de păstorire a durat doar aproximativ un an, deoarece la începutul anului 1504 Ioachim I s-a întors pe tronul patriarhal, după ce susținătorii săi i-au plătit sultanului o taxă de 3500 de monede de aur.
Ioachim a murit la scurt timp după reinstalare în timpul unei călătorii în Țara Românească și astfel, sprijinit din nou de domnul Țării Românești, Pahomie s-a întors în scaunul patriarhal în toamna anului 1504. A doua perioadă de păstorire a lui Pahomie a durat aproximativ nouă ani, o perioadă lungă în comparație cu perioadele de domnie ale patriarhilor din secolul al XV-lea.
Principala problemă cu care s-a confruntat Pahomie în timpul păstoririi sale ca patriarh a fost situația învățatului cretan Arsenie Apostolius. În anul 1506 Curia Romană l-a numit pe Arsenie episcop de rit bizantin al Monemvasiei, care făcea parte în acea vreme din teritoriile de peste mări ale Republicii Venețiene. Episcopul Arsenie s-a declarat în comuniune atât cu Patriarhia Constantinopolului, cât și cu Biserica Catolică. Această situație era intolerabilă pentru Biserica Constantinopolului, iar patriarhul Pahomie l-a îndemnat pe Arsenie să demisioneze. Tulburarea a durat mai bine de doi ani până în iunie 1509, când Pahomie l-a excomunicat pe Arsenie, care s-a retras la Veneția.
În ultimul an al păstoririi sale, patriarhul Pahomie a vizitat Țara Românească și Moldova. Ajuns la Selymbria, pe drumul de întoarcere către Constantinopol, Pahomie a fost otrăvit de Teodol, un călugăr aflat în serviciul său. Patriarhul a murit în scurtă vreme, la începutul anului 1513.